# Беочин (община)
Общи́на Беочин (серб. Општина Беочин) — община в Сербії, в складі Південно-Бацького округу автономного краю Воєводина. Адміністративний центр общини словаків у Воєводині — містечко Беочин.

## Населення
Згідно з даними перепису 2007 року в общині проживало 13 418 осіб, з них:
- серби — 10 956 — 69,67%;
- роми — 1 422 — 9,04%;
- словаки — 830 — 5,27%;

Решту жителів  — зо два десятка різних етносів, зокрема: югослави, чорногорці, бунєвці, німці і кілька десятків русинів-українців.
| Рік  | Населення, люд. |
| ---- | --------------- |
| 1991 | 15 806          |
| 2001 | 16 026          |
| 2002 | 16 085          |
| 2003 | 16 015          |
| 2004 | 15 938          |
| 2005 | 15 880          |
| 2006 | 15 799          |
| 2007 | 15 704          |

## Населені пункти

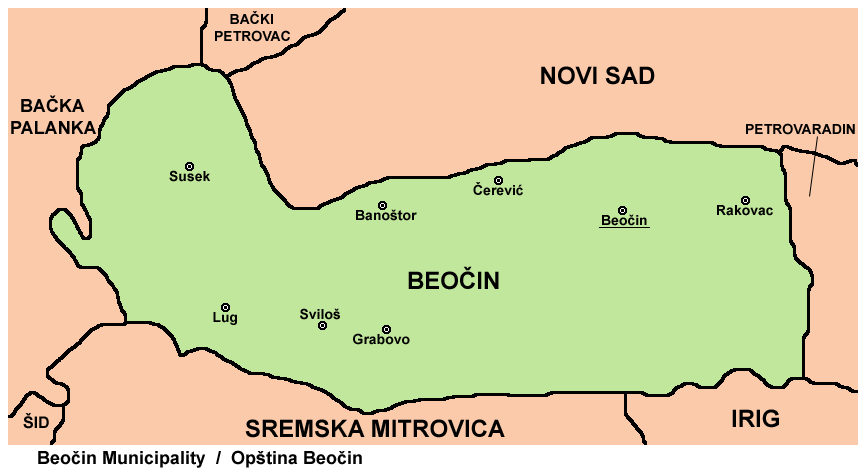

Община утворена з 5 населених пунктів (з них 1 місто — центр общини):
| Населений пункт | Сербська назва (cirill) | Угорська назва (latin) | Населення (2011) |
| --------------- | ----------------------- | ---------------------- | ---------------- |
| Баноштор        | Баноштор                | Bánmonostor            | 737              |
| Беочин          | Беочин                  | Belcsény               | 7800             |
| Черевич         | Черевић                 | Cserög                 | 2798             |
| Раковац         | Раковац                 | Dombó                  | 2214             |
| Грабово         | Грабово                 | Garáb                  | 100              |
| Луг             | Луг                     | Lúg                    | 690              |
| Свилош          | Свилош                  | Sviloš                 | 293              |
| Сусек           | Сусек                   | Szilszeg               | 998              |